# Skönsmons gravkapell
Skönsmons gravkapell är en kyrkobyggnad i Skönsmon, Sundsvall som hör till Sundsvalls församling i Svenska kyrkan Kapellet invigdes den 21 september 1985.